# Johann Baptist Cramer
Johann Baptist Cramer (24. února 1771 Mannheim – 16. dubna 1858 Londýn) byl anglický klavírista a hudební skladatel německého původu.

## Život
Byl synem Wilhelma Cramera, známého londýnského houslisty a dirigenta. Členové početné hudební rodiny Cramerů ovlivňovali hudební život 18. a 19. století. Narodil se 24. února 1771 v Mannheimu, v německém Bádensku-Württembersku. Ještě jako dítě se s rodiči odstěhoval do Londýna, kde prožil většinu svého života a i zemřel.
V letech 1782–1784 studoval hru na klavír u Muzia Clementiho a brzy se stal v Londýně i v zahraničí známým jako znamenitý klavírista. Ocenil ho i Ludwig van Beethoven, který s ním soutěžil při návštěvě Vídně. Oba byli považováni za největší klavíristy té doby. U Beethovena byla vyzdvihována jeho expresivita, zatímco u Cramera technická dokonalost. Cramer publikoval Beethovenův Klavírní koncert č. 5 a uvádí se, že právě od Cramera pochází název tohoto koncert „Cisařský“.
Po roce 1800 se Cramer zdržoval převážně v Anglii. Kromě koncertní a skladatelské činnosti se stal úspěšným vydavatelem. Firma Cramer & Co., sídlila v Londýně na Regent Street 201. Kromě vydávání not se zabýval také výrobou klavírů. Zemřel 16. dubna 1858 ve svém domě v londýnské čtvrti Kensington a je pohřben na hřbitově Brompton Cemetery.
Komponoval převážně pro svůj oblíbený nástroj. Napsal 8 klavírních koncertů, na 200 klavírních sonát a dalších cca 50 sonát pro jiné nástroje s doprovodem klavíru. Zvláště oblíbené jsou jeho klavírní etudy, které jsou stále standardní součástí studia hry na klavír.

## Dílo (výběr)

### Klavírní sonáty
- Grande sonate pour le piano-forte op. 20 (1809)
- Sonata As-dur op. 23
- 2 Sonatas op. 27
- La Parodie op.43 (1810)
- L’Ultima op.53 (1815)
- 3 sonáty Les Suivantes op.57–59 (1817–1818)
- Le Retour à Londres op.62 (1818)
- L’Amicitia op.64 (1825)
- Sonata As-dur op. 46 ("Die Jungfrau von Orleans")
- Sonata C-dur op. 57
- Sonata d-moll op. 63 (1821))
- Sonata F-dur ("Il Mezzo"), op. 74 (1827)

### Klavír a orchestr
- 1. Klavírní koncert Es-dur op.10 (1795)
- 2. Klavírní koncert d-moll op.16 (1797)
- 3. Klavírní koncert d-moll op.26 (1802)
- 4. Klavírní koncert C-dur op.38 (1807)
- 5. Klavírní koncert c-moll op.48 (1813)
- 6. Klavírní koncert Es-dur op.51 (1815)
- 7. Klavírní koncert E-dur op.56 (1817)
- 8. Klavírní koncert d-moll op.70 (1825)

### Jiné skladby
- Sonáty D-dur, A-dur a G-dur pro klavír a housle nebo violoncello op. 11 (1796)
- 84 Études, Op. 50
- Introduzione ed aria all'inglese pro klavír op. 65
- Klavírní kvintet E-dur ("Amicitia") op. 69 (1824)
- Romance et Tarantelle Brilliante op. 101